# San Jose Indoor 1978
Il San Jose Indoor 1978 è stato un torneo di tennis giocato sul sintetico indoor. È stata la 1ª edizione del San Jose Indoor, che fa parte del Colgate-Palmolive Grand Prix 1978. Si è giocato a San Jose negli USA, dal 17 al 23 aprile 1978.

## Campioni

### Singolare
Arthur Ashe ha battuto in finale  Bernard Mitton con il punteggio di 6–7 6–1 6–2

### Doppio
Gene Mayer /  Sandy Mayer hanno battuto in finale  Hank Pfister /  Brad Rowe con il punteggio di 6–3, 6–4